# Wilhelm von Goßler (Generalleutnant)
Albert Theodor Wilhelm von Goßler (* 30. Mai 1850 in Potsdam; † 19. Februar 1928 in Rensefeld) war ein preußischer Generalleutnant.

## Leben

### Herkunft
Wilhelm war der jüngste Sohn des Kanzlers des Königreichs Preußen Karl Gustav von Goßler (1810–1885), Kronsyndikus und Präsident des Oberlandesgerichts in Königsberg, und dessen Ehefrau Sophie, geborene von Mühler (1816–1877), Tochter des preußischen Staats- und Justizministers Heinrich Gottlob von Mühler (1780–1857). Er hatte drei Brüder: Gustav (1838–1902) wurde preußischer Staatsminister und Oberpräsident der Provinz Westpreußen, die beiden anderen Heinrich (1841–1927) und Konrad (1848–1933) schlugen eine Offizierslaufbahn in der Preußischen Armee ein und brachten es zum General der Infanterie.

### Militärkarriere
Nach seinem Abitur am Gymnasium in Insterburg sowie dem Besuch der Universitäten in Berlin und Königsberg trat Goßler mit Beginn des Krieges gegen Frankreich 1870 als Einjährig-Freiwilliger in das Ersatz-Bataillon des Grenadier-Regiments „Kronprinz“ (1. Ostpreußisches) Nr. 1 der Preußischen Armee ein. Er nahm an den Kämpfen bei Noisseville, Villers l’Orme, Servigny, Amiens, Château Robert le Diable, Orival, Pœuilly und Saint-Quentin sowie der Belagerung von Metz teil. Bis Mitte März 1871 avancierte er zum Sekondeleutnant und war nach dem Friedensschluss von Februar 1875 bis April 1877 als Adjutant zum Bezirkskommando in Königsberg kommandiert. Goßler stieg Mitte April 1880 zum Premierleutnant auf, diente vom 1. April 1881 bis zum 15. September 1885 als Regimentsadjutant und wurde anschließend unter Stellung à la suite als Adjutant der 11. Infanterie-Brigade kommandiert. Unter Belassung in diesem Kommando erfolgte am 12. Juni 1886 seine Versetzung in das 2. Thüringische Infanterie-Regiment Nr. 32 und einen Monat später die Beförderung zum Hauptmann. Mit Wirkung zum 1. April 1887 wurde er von seinem Kommando entbunden und als Chef der 10. Kompanie in das Brandenburgische Füsilier-Regiment Nr. 35 versetzt. Nach einer kurzzeitigen Kommandierung zur Infanterie-Schießschule wurde Goßler unter Beförderung zum Major Mitte Dezember 1894 seinem Regiment aggregiert, in dieser Stellung am 27. Januar 1895 in das Infanterie-Regiment „von Lützow“ (1. Rheinisches) Nr. 25 nach Rastatt versetzt, sowie am 18. August 1895 mit der Ernennung zum Kommandeur des IV. Bataillons in den Verband einrangiert. Mit der Bildung des 8. Badischen Infanterie-Regiments Nr. 169 wurde Goßler am 22. März 1897 mit Wirkung zum 1. April 1897 Kommandeur des II. Bataillons, dass sich aus seinem bisherigen Bataillon formierte. Daran schloss sich am 24. Mai 1898 eine Verwendung als Kommandeur der Unteroffizierschule in Weißenfels an und in dieser Eigenschaft avancierte er Mitte April 1901 zum Oberstleutnant. Am 22. April 1902 beauftragte man Goßler zunächst mit der Wahrnehmung der Geschäfte als Kommandant der Feste Boyen, ernannte ihn am 18. April 1903 zum Kommandanten und befördert ihn ein Jahr später zum Oberst. Unter Verleihung des Charakters als Generalmajor wurde ihm 16. Februar 1907 der Abschied bewilligt und er am 21. Februar 1911 mit Pension zur Disposition gestellt.

### Familie
Goßler heiratete am 3. Oktober 1885 in Königsberg Elisabeth von Gottberg (1858–1902), die Tochter des Gutsbesitzers Gustav von Gottberg, Gutsherr auf Preußisch Wilten, und der Ferdinande von Wernsdorff.